# New Carrollton
New Carrollton és una població dels Estats Units a l'estat de Maryland. Segons el cens del 2000 tenia 12.589 habitants.

## Demografia
Segons el cens del 2000, New Carrollton tenia 12.589 habitants, 4.568 habitatges, i 3.074 famílies. La densitat de població era de 3.197,8 habitants per km².
Dels 4.568 habitatges en un 34,8% hi vivien nens de menys de 18 anys, en un 40,6% hi vivien parelles casades, en un 20,7% dones solteres, i en un 32,7% no eren unitats familiars. En el 25,7% dels habitatges hi vivien persones soles el 4,4% de les quals corresponia a persones de 65 anys o més que vivien soles. El nombre mitjà de persones vivint en cada habitatge era de 2,75 i el nombre mitjà de persones que vivien en cada família era de 3,34.
Per edats la població es repartia de la següent manera: un 27,9% tenia menys de 18 anys, un 9,6% entre 18 i 24, un 33,6% entre 25 i 44, un 21,3% de 45 a 60 i un 7,6% 65 anys o més.
L'edat mediana era de 33 anys. Per cada 100 dones de 18 o més anys hi havia 89,5 homes.
La renda mediana per habitatge era de 51.930 $ i la renda mediana per família de 56.696 $. Els homes tenien una renda mediana de 35.438 $ mentre que les dones 35.599 $. La renda per capita de la població era de 21.654 $. Entorn del 5,9% de les famílies i el 7,1% de la població estaven per davall del llindar de pobresa.

## Poblacions més properes
El següent diagrama mostra les poblacions més properes.